# Tranvia Vercelli-Biandrate-Fara
La tranvia Vercelli-Biandrate-Fara faceva parte di un esteso insieme di linee realizzate a cura di una società di origine belga che sussidiavano la rete ferroviaria nelle province di Vercelli e Novara.
Inaugurata nel 1884 e completata dalla tranvia Novara-Biandrate, la linea, esercita a vapore, fu soppressa nel 1933.

## Storia

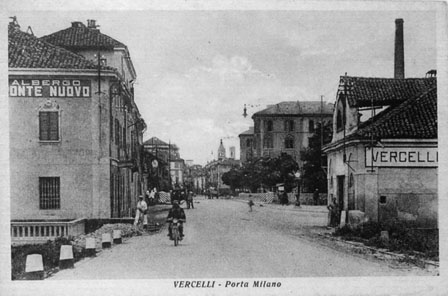
Vercelli, zona Porta Milano con le rotaie

Concessa ai signori Charpillon e ingegner Giuseppe Provasi (Arconate 1840 - Modica 1891), la linea, soprannominata "la Biandrina", venne collaudata fra il 27 e il 29 aprile 1884, con apertura al pubblico il successivo 6 maggio a cura della Società Ferrovie del Ticino, con sede a Novara, incaricata dell'esercizio di un'estesa rete di ferrovie e tranvie da realizzarsi nella zona.
A Biandrate la tranvia si congiungeva con la preesistente Novara-Biandrate, inaugurata il 16 febbraio dello stesso anno e gestita dalla medesima società.
Al traffico viaggiatori si affiancava una modesta attività di trasporto a servizio delle imprese agricole della zona, prevalentemente di cereali; la tranvia risultava inoltre fra le linee impiegate regolarmente per l'inoltro della corrispondenza.
Penalizzato dalla trazione a vapore, ormai in corso di obsolescenza, e dalla scarsa quantità di merci trasportate, il servizio cessò il 1 maggio 1933.

## Caratteristiche
| Unknown route-map component "uexKBHFa" |

|  | Unknown route-map component "CONTgq" | Unknown route-map component "uxmKRZ" | Station on transverse track | Unknown route-map component "CONTfq" |

| Unknown route-map component "uexBHF" |

| Unknown route-map component "CONTgq" | Unknown route-map component "uxmKRZ" | Unknown route-map component "CONTfq" |

| Unknown route-map component "uexBHF" |

| Unknown route-map component "uexBHF" |

| Unknown route-map component "uexBHF" |

| Unknown route-map component "uexBHF" |

|  | Unknown route-map component "uexABZgl" | Unknown route-map component "uexCONTfq" |

| Unknown route-map component "uexBHF" |

| Unknown route-map component "uexBHF" |

| Unknown route-map component "uexBHF" |

| Unknown route-map component "CONTgq" | Unknown route-map component "exBHFq" + Stop on transverse track | Unknown route-map component "uxmKRZ" | Unknown route-map component "CONTfq" |  |

| Unknown route-map component "uexBHF" |

| Unknown route-map component "CONTgq" | Unknown route-map component "uxmKRZ" | Unknown route-map component "CONTfq" |

|  | Unknown route-map component "uexABZg+l" | Unknown route-map component "uexCONTfq" |

| Unknown route-map component "uexBHF" |

| Unknown route-map component "uexBHF" |

| Unknown route-map component "uexKBHFe" |

Con un percorso in costante salita con valori che raggiungevano il 27 per mille, la tranvia era lunga complessivamente 32,076 km ed armata con rotaie dallo scartamento di 1.445 mm. Il raggio minimo di curvatura risultava di 50 metri.

### Percorso

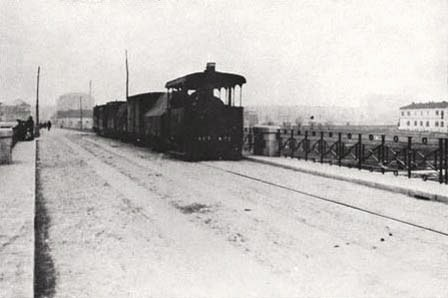
Ponte sul Sesia

Dalla stazione tranviaria di Vercelli, prossima a quella ferroviaria e a quella delle tranvie SATV per Trino, Aranco e Biella e che sorgeva nel lato sud della strada di Gattinara, i tram raggiungevano il quartiere di porta Milano per poi impegnare il ponte sul Sesia; da qui, volgendo verso nord lungo corso Novara, incrociavano la ferrovia Vercelli-Pavia per raggiungere Borgo Vercelli, di cui veniva raggiunta la stazione ferroviaria posta lungo la Torino-Milano, anch'essa attraversata.
Il binario proseguiva lungo le strade provinciali 14 e 15, servendo Casalvolone e Casalbeltrame fino alla stazione di diramazione di Biandrate, da cui si dipartiva la linea per Novara. Proseguendo ulteriormente verso nord e osservata fermata a Vicolungo, Mandello Vitta e Sillavengo, i tram giungevano a  Carpignano Sesia, località che dopo la chiusura della tranvia ritrovò un collegamento su ferro con la realizzazione di una stazione ferroviaria lungo la ferrovia Biella-Novara.
Piegato infine verso nord est e incrociata ancora una volta una ferrovia, la Novara-Varallo Sesia, veniva infine raggiunto il capolinea di Fara Novarese, posto presso la stazione ferroviaria all'altitudine di 211 metri sul livello del mare.

## Materiale rotabile
Per il servizio sulle proprie linee sociali del Vercellese e Novarese le SFT disponevano di diversi gruppi di locomotive tranviarie a vapore a due assi; per le linee Vercelli-Fara e Vercelli-Casale, in particolare, furono acquistate sei unità numerate 30-35, costruite da Henschel & Sohn nel 1884; tali unità, del peso a vuoto di 1,5 t, potevano raggiungere la velocità massima di 30 km/h.